# Val Venis
|  | Maskinoversættelse og/eller tvivlsomt indhold Denne sides indhold bærer præg af at være en maskinoversættelse og/eller meget dårligt og uklart formuleret. Det vurderes at sproget er så dårligt og eventuelt forkert eller til at misforstå, at det bør omskrives eller oversættes på ny. Du kan hjælpe med at oversætte til korrekt dansk i denne og lignende artikler. Hvis dette ikke sker inden for kort tid, kan en sletning komme på tale. Se evt. denne sides diskussionsside eller i artikelhistorikken. |

Sean Allen Morley (født 6. marts 1971),  bedre kendt under ringnavnet Val Venis, er en canadisk professionel wrestler. Han er bedst kendt for sine optrædener hos World Wrestling Entertainment (WWF/WWE) fra 1998 til 2009. Han har også optrådt hos Consejo Mundial de Lucha Libre og Total Nonstop Action Wrestling.
I løbet af sin karriere i WWE opnåede Venis det interkontinentale mesterskab to gange, det europæiske mesterskab en gang, og taghold-verdensmesterskabet i teamet med Lance Storm en gang.
Venis fik kontrakt med World Wrestling Federation (WWF) i 1998 og fik gimmicken som en pornostjerne ved navn Val Venis. Karakteren blev introduceret med en serie vignetter, der viste Venis' fiktive livsstil både på og uden for sættet, den mest bemærkelsesværdige af disse var en vignette med Venis som optrådte med den fremtrædende pornostjerne Jenna Jameson.
Han blev senere storylinemæssigt involveret med Kaientai-gruppen gennem en affære med Yamaguchi-Sans's kone, Shian-Li Tsang. Som resultat kæmpede medlemmerne af Kaientai en række mislykkede kampe imod Venis.
Venis blev senere involveret i flere storylines, hvor han havde sex med modstandernes hustruer. Han startede en fejde med Dustin Runnels, den 14. september 1998 på en episode af Raw, da Venis viste Runnels sin nye pornofilm, med Venis i sengen med Dustins kone, Terri Runnels. Hun blev derefter hans kæreste på skærmen.
Han dannede også et taghold sammen med alfons-karakteren The Godfather ved navn kaldet "Supply and Demand".
Senere startede han en fejde med den interkontinentale mester Ken Shamrock, efter at Venis lavede en film med ham og Shamrocks kayfabe-søster Ryan kaldt Shaving Ryan's Privates.   